# Du Croo & Brauns

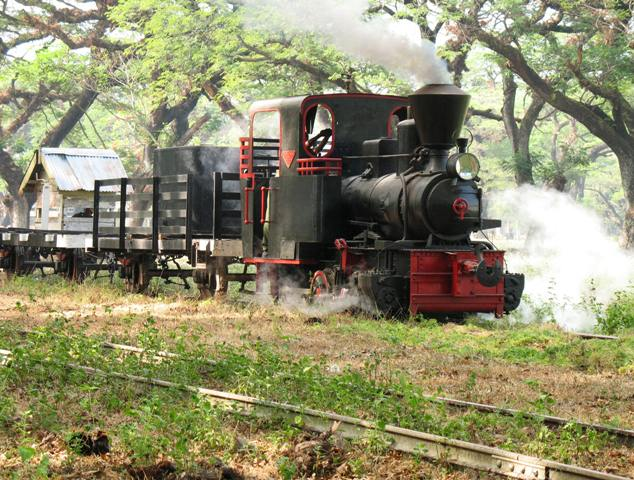
Du Croo & Brauns-stoomlocomotief

Du Croo & Brauns was een in 1906 door ir. Engelbert Adolf Du Croo opgerichte Nederlandse machinefabriek, mede bekend als fabrikant van smalspoormaterieel.
Het is een voortzetting / uitbreiding van zijn op het Damrak in Amsterdam gevestigd Technisch Im- en Exportbureau, gespecialiseerd in draagbaar spoorwegmateriaal. In 1907 gaat Du Croo een samenwerking aan met zijn vroegere studiegenoot ir. Pieter Johan Christiaan Brauns, wat leidt tot een vennootschap onder de firmanaam Du Croo & Brauns.
In 1909 wordt de onderneming - dan al met een honderd medewerkers - omgezet in een NV met een maatschappelijk kapitaal van ƒ 500.000 (in 1913 al uitgebreid tot ƒ 1 miljoen, waarvan de helft volgestort), met een raad van commissarissen uit de Amsterdamse bankierswereld en enkele civiel ingenieurs.
Het bedrijf richt een bedrijfsgebouw op aan de noordzijde van het IJ, op erfpachtterrein aan de Valkenweg in Amsterdam-Noord. De onderneming groeit, er komt een filiaal, een dochtermaatschappij, in Londen. De koloniale markt is belangrijk: spoorstaven en ander smalspoormateriaal en bovenbouwonderdelen, hoofdzakelijk voor het vervoer van suiker en suikerriet. De eerste locomotieven zijn van Duitse makelij (J.A. Maffei) waarvan het bedrijf vertegenwoordiger is. Het bedrijf verkrijgt eigen octrooien op spoorgebied, o.a. een vaststelinrichting voor kipwagenbakken.

## Expansie en terugval
In 1917 volgt de oprichting van een aparte, zelfstandige dochtermaatschappij, de NV Constructiewerkplaatsen, v/h Du Croo & Brauns in Weesp, onder directie van ir. A.G.P. Harting. Deze onderneming houdt zich bezig met de bouw van stoomlocomotieven voor smalspoor. Overig materieel wordt gefabriceerd onder de merknaam DUCROBRA. De expansie leidt tot een enorme uitbreiding van het maatschappelijk kapitaal van de hoofdonderneming, tot ƒ 10 miljoen in 1919.
De onderneming te Weesp komt pas in 1921 in bedrijf en levert in 1923 zijn eerste locomotief. De eerste zeven jaar worden hier 200 loc's gebouwd, de meeste voor Suikerrietplantages in Oost-Indië. Ondertussen expandeert het moederbedrijf. In Nederlandsch-Indië komt in 1912 een agentschap te Surabaya (Oost-Java), in 1919 uitgebreid met een meerderheidsbelang in machinefabriek De Volharding ter plaatse, in 1923 gevolgd door overname van branchegenoten Kalimas (formeel gevestigd te Amsterdam) en Amsterdam. Ook komen er filialen te Semarang en te Medan. De Indische belangen worden ondergebracht in de NV Vereenigde Machinefabrieken Du Croo en Brauns. Maar de groei gaat te snel, de afzet en financiering zijn een zwak punt. In 1926 wordt een deel van het bedrijfsterrein te Weesp verkocht, in 1930 volgt het faillissement van de moedermaatschappij.

## Samenvoeging
Het bedrijf te Weesp neemt vervolgens de bedrijfsgebouwen en activiteiten in Amsterdam over, in Weesp zelf valt het werk grotendeels stil. Mede daardoor besluit men in 1937 tot concentratie van de activiteiten in Amsterdam. Constructiewerk zoals bruggenbouw is een belangrijke pijler onder het bedrijf. Verder maakt men stoomkranen en -walsen. Tijdens de bezetting (1940-1945) worden er naast kranen en beweegbare bruggen ook tractoren gefabriceerd. Ondertussen zijn de oprichters uit de directie verdwenen: Brauns in 1928 en Du Croo in 1931. In 1937 komt ir. F.L. Plantenga aan het roer.

## Na 1945
In 1947 wordt in samenwerking met Linde-Teves & Stokvis de NV Smalspoorwerkplaatsen Ducrobrauns-Lindeteves (kortweg Ducrolinde) opgericht voor afzet van smalspoormaterieel in Zuidoost-Azië. In 1952 krijgt het bedrijf opdracht van de Gemeente Alphen aan den Rijn voor de bouw van het bovendek van de Koningin Julianabrug. De activa in Weesp worden in 1946 en 1953 verkocht. Het 2,5 hectare grote bedrijfsterrein in Amsterdam wordt opgeëist voor de aanleg van de IJ-tunnel, in 1957 verhuist het bedrijf naar een nieuw, groter complex aan de Sextantweg in de Groote IJpolder / Westhaven. Daar heeft men al een dochteronderneming onder de naam Westhaven. De Indonesische markt valt uiteindelijk weg, evenals andere afzetmarkten als India. De productie van smalspoorloc's en -materieel wordt gestaakt.
Ondertussen is een nieuw productiepakket ontwikkeld: containers, mijnmateriaal (mijnstempels onder de merknaam Titan, de 50.000 in december 1951; naast spoorfietsen en ondergrondse diesellocomotieven), grasdrogers, massa pers- en smeedwerk. Er wordt technische kennis ingekocht zoals in 1960 een kolenzeef naar ontwerp van een Brussels ingenieursbureau. Toelevering vervolgens van onderdelen als rupskettingen voor bulldozers bieden geen blijvend soelaas.
Branchegenoot Hollandia-Kloos verwerft in 1964 de meerderheid van de aandelen. Vijf jaar later volgt een fusie met stadgenoot Jonker, onder de naam Jonker-Du Croo. De combinatie blijft nog zo'n 15 jaar bestaan. In 1984 volgt het faillissement, Du Croo is dan al een jaar dicht.

## Terug uit Indonesië
Twee smalspoorstoomlocs van Du Croo & Brauns zijn in 2023 van suikerfabrieken op Java uit Indonesië teruggekeerd naar Nederland. Het betreft loc Pesantren Baroe 214 (Du Croo & Brauns 159/1928) en loc Soemberhardjo 9 (Du Croo & Brauns 81/1925). Zij zijn opgenomen in de collectie van het Nationaal Smalspoormuseum aan het Valkenburgse Meer. Na restauratie komen zij beschikbaar voor ritten bij de Stoomtrein Katwijk Leiden.

## Links en literatuur
- N.V. CONSTRUCTIE- WERKPLAATSEN VOORHEEN DU CROO EN BRAUNS, TE AMSTERDAM. Indië 8 (1924)
- Nederlandse Museummaterieel Database
- Industriespoor.nl - Beschrijving
- Du Croo & Brauns locomotieven, door Jan de Bruin, 1987 - ISBN 90-71513-02-5